# Gruppa A 1936 (autunno)
L'edizione 1936 - d'autunno - della Gruppa A fu la seconda del massimo campionato sovietico di calcio e vide la vittoria finale dello Spartak Mosca, giunto al primo titolo.
Capocannoniere del torneo fu Georgij Glazkov (Spartak Mosca), con 7 reti.

## Stagione

### Novità
I club partecipanti passarono da sette ad otto, con l'arrivo della squadra della Dinamo Tbilisi, proveniente dalla Repubblica Socialista Sovietica Georgiana, vincitrice della Gruppa B 1936 (primavera).

### Formula
Le otto squadre si incontrarono tra di loro in gare di sola andata: il sistema prevedeva tre punti per la vittoria, due per il pareggio, uno per la sconfitta e zero nel caso in cui una squadra non prendeva parte ad un incontro.
L'intero campionato durò meno di due mesi.

## Squadre partecipanti

### Profili
| Club              | Rosa     | Repubblica    | Città      | Stadio                                  | Stagione precedente      |
| ----------------- | -------- | ------------- | ---------- | --------------------------------------- | ------------------------ |
| CDKA Mosca        | dettagli | RSFS Russa    | Mosca      | Stadion Central'nogo Doma Krasnoj Armii | 4° in Gruppa A           |
| Dinamo Kiev       | dettagli | RSS Ucraina   | Kiev       | Olimpico                                | 2° in Gruppa A           |
| Dinamo Leningrado | dettagli | RSFS Russa    | Leningrado | Stadio Dinamo                           | 6° in Gruppa A           |
| Dinamo Mosca      | dettagli | RSFS Russa    | Mosca      | Central'nyj Stadion Dinamo              | Campione sovietico       |
| Dinamo Tbilisi    | dettagli | RSS Georgiana | Tbilisi    | Stadio Dinamo                           | 1° in Gruppa B, promossa |
| Krasnaja Zarja    | dettagli | RSFS Russa    | Leningrado | Stadio Lenin                            | 7° in Gruppa A           |
| Lokomotiv Mosca   | dettagli | RSFS Russa    | Mosca      | Stadio Lokomotiv                        | 5° in Gruppa A           |
| Spartak Mosca     | dettagli | RSFS Russa    | Mosca      | Central'nyj Stadion Dinamo              | 3° in Gruppa A           |

## Classifica finale
|                             | Pos. | Squadra           | Pt | G | V | N | P | GF | GS | DR  |
| --------------------------- | ---- | ----------------- | -- | - | - | - | - | -- | -- | --- |
| Unione Sovietica (bandiera) | 1.   | Spartak Mosca     | 17 | 7 | 4 | 2 | 1 | 19 | 10 | +9  |
|                             | 2.   | Dinamo Mosca      | 16 | 7 | 3 | 3 | 1 | 21 | 12 | +9  |
|                             | 3.   | Dinamo Tbilisi    | 16 | 7 | 3 | 3 | 1 | 14 | 9  | +5  |
|                             | 4.   | Lokomotiv Mosca   | 15 | 7 | 4 | 0 | 3 | 18 | 14 | +4  |
|                             | 5.   | Krasnaja Zarja    | 13 | 7 | 3 | 0 | 4 | 13 | 18 | -5  |
|                             | 6.   | Dinamo Kiev       | 12 | 7 | 1 | 3 | 3 | 16 | 19 | -3  |
|                             | 7.   | Dinamo Leningrado | 12 | 7 | 1 | 3 | 3 | 7  | 15 | -8  |
|                             | 8.   | CDKA Mosca        | 11 | 7 | 2 | 0 | 5 | 9  | 20 | -11 |

### Verdetti
- Spartak Mosca Campione dell'Unione Sovietica autunno 1936.
- CDKA Mosca retrocessa in Gruppa B, in seguito riammessa.

## Risultati
|                           | SpM | DiM | DiT | LoM | KZL | DiK | DiL | CDKA |
| Spartak Mosca             |     |     | 0:1 | 3:1 | 4:1 | 3:3 |     |      |
| Dinamo Mosca              | 3:3 |     | 1:1 | 1:2 |     | 6:4 |     |      |
| Dinamo Tbilisi            |     |     |     | 2:1 | 2:3 | 2:2 | 2:2 | 4:0  |
| Lokomotiv Mosca           |     |     |     |     | 5:3 |     | 4:0 | 1:3  |
| Krasnaya Zarya Leningrado |     | 1:3 |     |     |     |     | 1:2 | 3:2  |
| Dinamo Kiev               |     |     |     | 2:4 | 0:1 |     |     | 3:1  |
| Dinamo Leningrado         | 0:3 | 1:1 |     |     |     | 2:2 |     |      |
| CDKA Mosca                | 1:3 | 0:6 |     |     |     |     | 2:0 |      |